# UFC 211
UFC 211：米欧奇对多斯·桑托斯二番战（UFC 211: Miocic vs. dos Santos 2）是终极格斗冠军赛（UFC）主办的一场综合格斗赛事，于2017年5月13日在美国德州达拉斯的美国航空中心举行。

## 结果
1. ↑  UFC重量级冠军战
2. ↑  UFC女子草量级冠军战